# Carlos Kameni
Idriss Carlos Kameni (* 18. Februar 1984 in Douala) ist ein französisch-kamerunischer ehemaliger Fußballspieler auf der Position eines Torhüters. Kameni besitzt sowohl die französische wie auch die kamerunische Staatsangehörigkeit. Er kam im Alter von 15 Jahren nach Frankreich.

## Karriere

### Vereinskarriere
Kameni erlernte das Fußballspiel in der Jugendmannschaft des französischen Zweitligisten AC Le Havre. Im Sommer 2004 wechselte er für eine Ablösesumme von 550.000 Euro als Stammtorhüter zum spanischen Erstligisten Espanyol Barcelona. 2012 wechselte er innerhalb der Primera División zum andalusischen FC Málaga. Nach der Saison 2017/2018 wechselte er in die türkische Süper Lig zu Fenerbahçe Istanbul. Im Sommer 2019 verließ er Fenerbahçe Istanbul. Nach fast 2 Jahren ohne Verein wurde er von AS Arta/Solar7 aus Djibouti verpflichtet. Nach einer Saison verließ er den Verein und wechselte zu UE Santa Coloma nach Andorra. Nach nur einer Saison endete auch hier sein Vertrag und ist seitdem vereinslos.

### Nationalmannschaftskarriere
Bislang bestritt Kameni 74 Länderspiele für die Kamerunische Fußballnationalmannschaft (Stand: 1. Juli 2019). Kameni debütierte am 25. Mai 2001 in der Partie gegen Südkorea in der A-Nationalmannschaft seines Heimatlandes. Bei den Olympischen Sommerspielen 2000 in Sydney wurde er mit 16 Jahren der jüngste Olympiasieger im Fußball in der Geschichte der Spiele. Im Elfmeterschießen gegen Spanien sicherte Kameni Kamerun die erste olympische Goldmedaille seit Bestehen des Landes. Er beendete seine Karriere in der Nationalmannschaft nach dem letzten Spiel gegen die Sambia in einen Freundschaftsspiel.
Bei der Weltmeisterschaft 2002 stand Kameni als Ersatzmann für Alioum Boukar im Aufgebot. 2003 erreichte er mit Kamerun das Finale des Confederations Cup. Beim Afrika-Cup 2004 schied er mit Kamerun als Titelverteidiger bereits im Viertelfinale aus. Kameni wurde 2004 zu Afrikas Torhüter des Jahres gewählt.
2008 wurde er Zweiter beim Afrikacup. Er unterlag mit Kamerun im Finale mit 0:1 gegen Ägypten. Bei der WM 2010 stand er im Kader, kam aber nicht zum Einsatz.